# Eugnoste le Bienheureux

Eugnoste le Bienheureux ou Épître d'Eugnoste est le nom d'un écrit gnostique rédigé en copte, dont la composition remonte aux alentours de 175, vraisemblablement à Alexandrie. Il figure dans la troisième partie du codex III et dans la première partie du codex V de Nag Hammadi. C'est une lettre philosophico-religieuse d'un maître à son disciple qui ne comporte que peu de références au christianisme. Souvent présenté avec la Sagesse de Jésus-Christ, la relation entre les deux document est débattue.

## Origine et influences
Il est vraisemblable que l’épitre ait été écrit à Alexandrie à la fin du IIe siècle, comme peuvent le laisser penser les similitudes avec le judaïsme influencé par le platonisme de Philon d'Alexandrie ainsi que l'enseignement chrétien dont il est porteur, adapté à l'environnement alexandrin. Si le texte s'appuie sur des références aux Écritures juives, on y décèle également des parallèles avec les doctrines moyen-platoniciennes et avec la littérature patristique de cette époque. Suivant Michel Tardieu, l'auteur de la lettre serait marqué par un « platonisme pythagorisant ». 

## Le titre
L'épître doit son titre au nom que l'on trouve dans l'incipit, qui n'est plus mentionné dans le corps du traité pour réapparaitre une seconde fois à la fin. Sans qu'on sache si ce personnage a une réalité historique, le nom d’Eugnoste - dont on ne trouve qu'une seule autre attestation comme nom propre - est dérivé de l'adjectif eugnostos et évoque l'idée de connaissance. Ce nom porte en lui l'idée essentielle du texte : « la connaissance du Dieu inconnu qu'aucun sage de ce monde n'avait prévu ni préfiguré, et l'intimité à laquelle sont appelés ceux qui sont apparentés au révélateur»

## Le contenu
Montrant les attaches qui lient l'auteur à la culture classique, le texte est découpé en quatre parties - exorde, narration, confirmation, conclusion - à la manière typique de la rhétorique gréco-latine. D'autre part, son argumentation est quant à elle basée sur les principes de la rhétorique biblique : l'organisation du traité adopte un déroulement linéaire, proposant la révélation en allant de ce qui est caché jusqu'à ce qui est manifesté, dans une grande cohérence
. Son principe central réside dans la nécessité de « découvrir l'invisible dans le visible, ce qui est possible seulement à travers une révélation (...) [:] seule la fin de la révélation dévoile l'identité de ce Dieu inconnu et son monde spirituel, parce qu'il s'est révélé ici-bas ».
Le thème principal du texte est la génération, à comprendre comme un accouchement : le Premier Principe, sans forme ou sans nom, « se révèle en se séparant de sa propre forme (ou le Nom Divin qui a une forme spécifique) pour donner leur forme et leur nom à chacun des spirituels. Cette forme est l'Homme Primordial, dont la manifestation ultime est le Sauveur ».
L'auteur adopte le genre rhétorique du panégyrique pour présenter ce Dieu transcendant, sans forme et sans nom, demeuré inconnu de tous y compris des sages de ce monde et qui, par conséquent, n'est pas le créateur du monde. Le texte accorde également une place importante au mythe de l'Homme Primordial - qui est la forme manifestée du Dieu suprême, décrit comme la « lumière qui illumine » - qui se distingue de « l'homme terrestre », crée lui par un autre « dieu », qui a créé le monde matériel en y imposant sa loi. Cette notion platonicienne de l'Homme Primordial chez Eugnoste - qui ne mentionne pas le nom de Jésus-Christ - est le modèle de tous les spirituels et présente l'humanité céleste du Sauveur.

## Débats
La question se pose chez les exégètes de savoir le lien de dépendance précis entre la Sagesse de Jésus-Christ et Eugnoste le Bienheureux qui sont souvent présentés ensemble. Là où Michel Tardieu ne voit dans le premier qu'une réécriture christianisée du second, Catherine Barry - s'accordant cependant avec le consensus qui veut que la Sagesse de Jésus-Christ soit dépendante d'Eugnoste -  y voit refonte christianisée de la doctrine d’Eugnoste mais considère qu'il s'agit également du développement d'éléments de doctrine contenus en germe dans Eugnoste. Plus généralement, ce texte Eugnoste relève du débat de longue date entre les exégètes sur les relations entre le christianisme et le gnosticisme, plus particulièrement au sujet du mythe de « l'Homme céleste » ou du « Sauveur sauvé » (ou « Rédempteur-racheté») .